# Паблополар
Паблополар је млади четворочлани швајцарски инди поп састав из Берна, формиран 2008. године. 2009. године објавили су сингл "Part of Everything" који је врло брзо постао велики радио хит у Швајцарској.
Свој први албум "Аny minute now" лансирали су 2011. године, а постао је један од 40 топ албума Швајцарске. Објављивањем најновијег сингла "Playground commitment rules", састав је постао планетарно познат. Често учествују на бројним фестивалима широм Швајцарске.

## Дискографија

### "Playground Commitment Rules EP", мултимедијални садржај (28. јул2011)
- 1. "Playground Commitment Rules"
- 2. "Forever & A Day"
- 3. "Playground Commitment Rules REMIX"
- 4. "Wer ist Pablopolar (Video)"
- 5. "Part Of Everything (Video)"

### "Any Minute Now", први албум (1. септембар2011)
- 1. "Any Minute Now"
- 2. "Part Of Everything"
- 3. "Fooling Around"
- 4. "Your Love Is Colder Than Mine"
- 5. "Astronaut's Song"
- 6. "Easy Way Out"
- 7. "Collide"
- 8. "Playground Commitment Rules"
- 9. "Forever & A Day"
- 10. "Greenfields"
- 11. "The Nihilist"
- 12. "In The Shape Of Everything"